# Romain Gavras
Romain Gavras (París, Francia; 4 de julio de 1981) es un director de cine francés.
Es hijo de Costa-Gavras y hermano de Alexandre Gavras y Julie Gavras.

## Biografía
Con 13 años, cofunda en 1994 el colectivo de artistas del ámbito audiovisual Kourtrajmé ("cortometraje" en verlan) con Kim Chapiron, hijo de Kiki Picasso.
Empezó dirigiendo con pocos medios spots publicitarios y vídeos de artistas musicales hasta que se dio a conocer con el vídeo de la canción Gosh, de Jamie xx. En 2010 rueda su primer largometraje, Notre Jour Viendra, para el que cuenta con su amigo de siempre, Vincent Cassel, y Olivier Barthélémy en los papeles protagonistas. En 2012, su vídeo de M.I.A. Born Free, el primero que dirigió con una financiación consecuente, tiene mucha repercusión mediática, así como otros que realizó para los raperos Jay-Z y Kanye West. En 2018, pasa del videoclip al Festival de Cannes en el que presenta a la Quincena de Realizadores su segunda película, Le monde est à toi, para la que vuelve a contar con Vincent Cassel y con Isabelle Adjani, Karim Leklou y François Damiens como protagonistas. Es una película de gánsteres ambientada en una banlieue, uno de los escenarios que más le inspiran.
En 2022, estrena en la plataforma Netflix su largometraje Athena, con un guion coescrito con Ladj Ly et Elias Belkeddar. La película compitió en el Festival de Venecia por el León de Oro.
Sus películas y vídeos musicales a menudo presentan un ambiente áspero y realista yuxtapuestos con un contenido llamativo de alta energía.

## Filmografía
- A Cross the Universe (2008), documental
- Notre jour viendra (2010)
- El mundo es tuyo (2018)
- Athena (2022)
- Sacrifice (TBA)

## Videografía
- Gosh, Jamie xx (2016)
- No Church in the Wild, Kanye West & Jay-Z (2012)
- Bad Girls, M.I.A. (2012)
- Civilization, Justice - Adidas Is All In, comercial (2011)
- Born Free, M.I.A. (2010)
- The Age of the Understatement, The Last Shadow Puppets (2008)
- Stress, Justice (2008)
- I Believe, Simian Mobile Disco (2008)
- Changer le monde, Rocé (2008)
- Pour ceux, Mafia K1 Fry (2007)
- Signatune, DJ Mehdi (2007)
- Les Mathématiques du Roi Heenok (2005), documental

## Vida personal
Gavras estuvo en una relación con la cantante inglesa Rita Ora de 2020 a 2021. De mayo a diciembre de 2023, salió con la cantante inglesa Dua Lipa.